# Chi Hoại hương
Saprosma là một chi thực vật có hoa trong họ Thiến thảo (Rubiaceae).

## Loài
Chi Saprosma gồm khoảng 48 loài đã biết:
- Saprosma anisophylla Merr.
- Saprosma annamense Pierre ex Pit. Hoại hương Trung Bộ
- Saprosma arboreum Blume
- Saprosma axilliflora Valeton
- Saprosma borneense Wernham
- Saprosma brassii Merr. & L.M.Perry
- Saprosma brevipes H.Zhu
- Saprosma brunnea Craib
- Saprosma chevalieri Pit. Hoại hương Chevalier
- Saprosma cochinchinense Pierre ex Pit. Hoại hương Nam Bộ
- Saprosma consimile Kurz
- Saprosma corymbosum (Bedd.) Bedd.
- Saprosma crassipes H.S.Lo
- Saprosma dispar Hassk.
- Saprosma distans Craib
- Saprosma elegans (Korth.) A.P.Davis
- Saprosma foetens (Wight) K.Schum.
- Saprosma fragrans (Bedd.) Bedd.
- Saprosma fruticosum Blume
- Saprosma glomeratum (Gardner) Bedd.
- Saprosma glomerulatum King & Gamble
- Saprosma gracile Pit. Hoại hương mảnh
- Saprosma hainanensis Merr.
- Saprosma henryi Hutch.
- Saprosma hirsutum Korth.
- Saprosma inaequilongum Pierre ex Pit. Hoại ương dài không đều
- Saprosma kraussii Rech.
- Saprosma latifolia Craib
- Saprosma longicalyx Craib
- Saprosma longifolium Pit. Hoại hương lá dài
- Saprosma lowiana (King & Gamble) H.Zhu
- Saprosma membranacea Merr.
- Saprosma merrillii H.S.Lo
- Saprosma novoguineense K.Schum. & Lauterb.
- Saprosma parvifolia Craib
- Saprosma philippinense Elmer
- Saprosma pubescens Ridl.
- Saprosma ridleyi King & Gamble
- Saprosma saxicola Ridl.
- Saprosma scabridum (Thwaites) Bedd.
- Saprosma scortechinii King & Gamble
- Saprosma sogerense S.Moore
- Saprosma spathulata Valeton
- Saprosma subrepandum (K.Schum. & Lauterb.) Valeton
- Saprosma syzygiifolium Valeton
- Saprosma ternatum (Wall.) Hook.f. Hoại hương ba lá
- Saprosma urophylla Merr.
- Saprosma verrucosum Pit. Hoại hương mụt